# Turistická značená trasa 8603
 Turistická značená trasa č. 8603 měří 7,8 km; spojuje rozcestí Hájovňu pred Teplou dolinou a Južné Rakytovské sedlo v centrální části pohoří Velké Fatry na Slovensku.

## Průběh trasy
Z rozcestí Hájovňa pred Teplou dolinou stoupá nejprve pozvolna po zpevněné cestě údolím Teplého potoka. Na kraji přírodní památky Prielomu Teplého potoka začne stoupat prudčeji Teplou dolinou k útulně Limba (pitná voda, možnost přespání). Odtud trasa stoupá dál traverzem přes Ružomberský hřeben do Severného Rakytovského sedla a pokračuje po západním úbočí vrcholu Rakytova klesajícím traverzem do Južného Rakytovského sedla (zčásti prochází národní přírodní rezervací Skalnou Alpou, kde končí.
| Km  | Místo                       | Navazující a křižující trasy | Souřadnice                       | Nadm. výška  |
| --- | --------------------------- | ---------------------------- | -------------------------------- | ------------ |
| 0,0 | Hájovňa pred Teplou dolinou |                              | 48°56′34″ s. š., 19°14′3″ v. d.  | 639 m n. m.  |
| 4,5 | Útulňa Limba                |                              | 48°57′24″ s. š., 19°11′26″ v. d. | 1205 m n. m. |
| 5,7 | Severné Rakytovské sedlo    | 5600                         | 48°57′54″ s. š., 19°10′58″ v. d. | 1415 m n. m. |
| 7,8 | Južné Rakytovské sedlo      | 5600                         | 48°57′21″ s. š., 19°10′18″ v. d. | 1295 m n. m. |

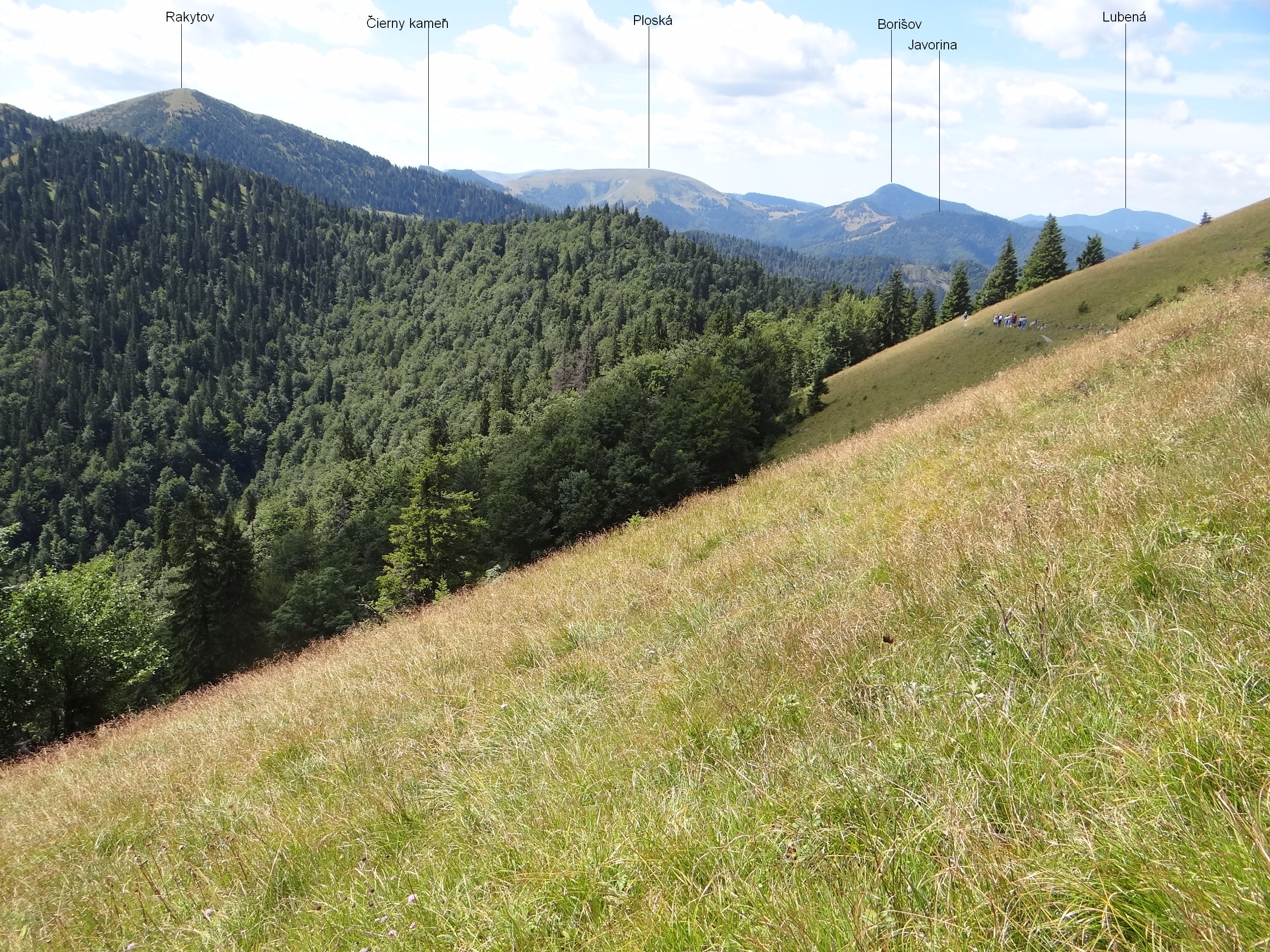
Výhled ze Skalné Alpy
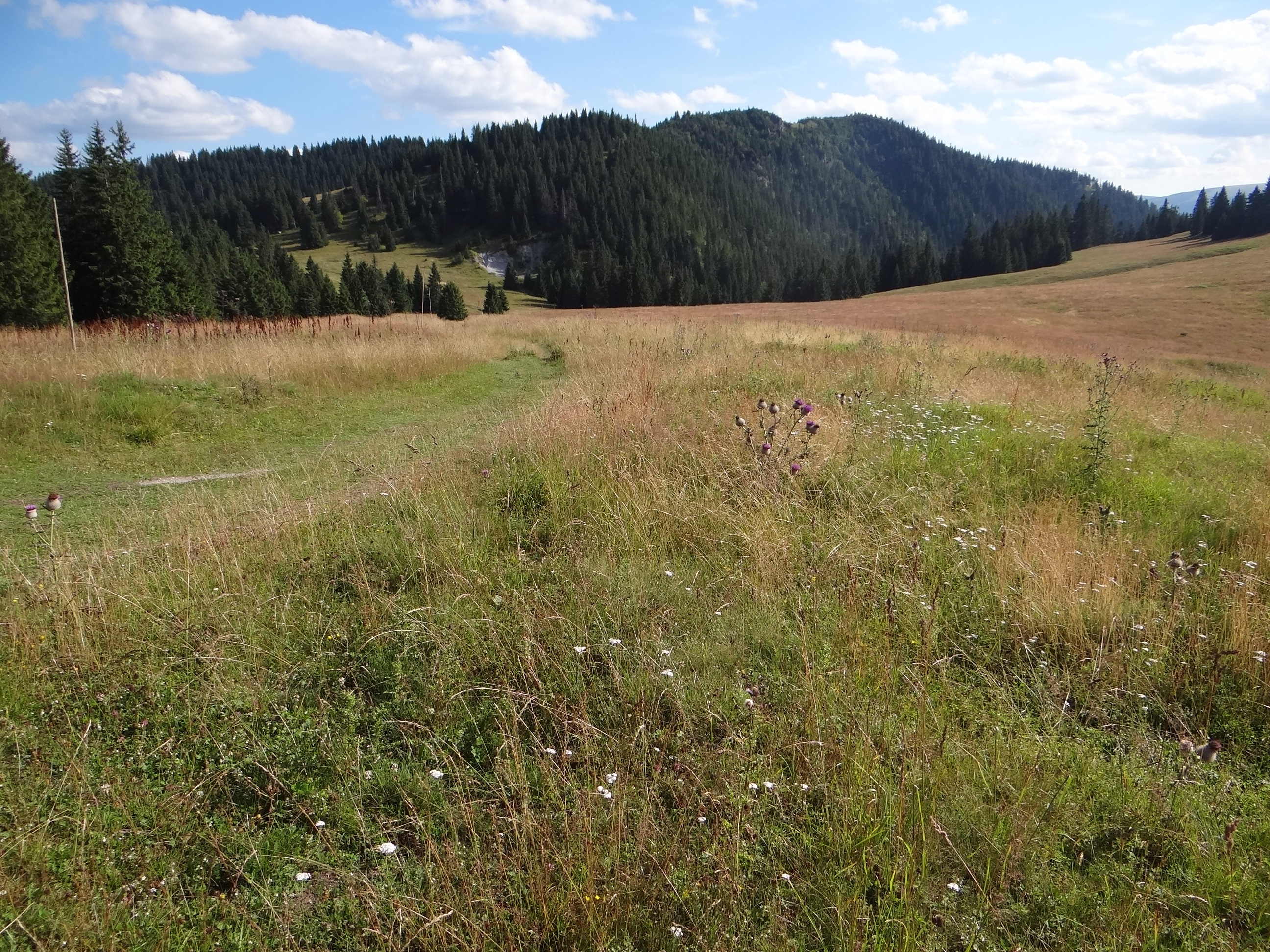
Skalná Alpa